# Nassfäule (Holzschutz)
Nassfäule ist eine Form der Holzfäule. Sie bezeichnet eine durch holzzerstörende Pilze hervorgerufene Fäulnis an verbautem oder lagerndem Holz.
Dabei dient der Begriff insbesondere dazu, Schäden durch Nassfäulepilze wie z. B. Braunen Kellerschwamm oder Weißen Porenschwamm gegenüber dem Echten Hausschwamm abzugrenzen, da letzterer u. a. aufgrund seines geringeren Anspruchs an die Holzfeuchte eine Sonderstellung hinsichtlich der Gefährdung von Holzkonstruktionen und des notwendigen Sanierungsaufwandes einnimmt. Dennoch ist der Begriff „Nassfäule“ umstritten, da jeglicher Befall durch holzzerstörende Pilze (auch durch Echten Hausschwamm) in der Regel eine erhöhte Holzfeuchte (oberhalb des Fasersättigungsbereiches) voraussetzt. Der früher gelegentlich als Gegensatz verwendete Begriff „Trockenfäule“ ist aus diesem Grunde irreführend und sollte nicht mehr verwendet werden.
Nassfäule kann in Form von Braunfäule, Moderfäule oder Weißfäule auftreten. Die aus holzschutztechnischer Sicht notwendigen Maßnahmen zur Sanierung von Bauschäden durch Nassfäulepilze oder den Echten Hausschwamm sind in Deutschland in der DIN 68800 T.4 geregelt.